# Reichskriegsflagge

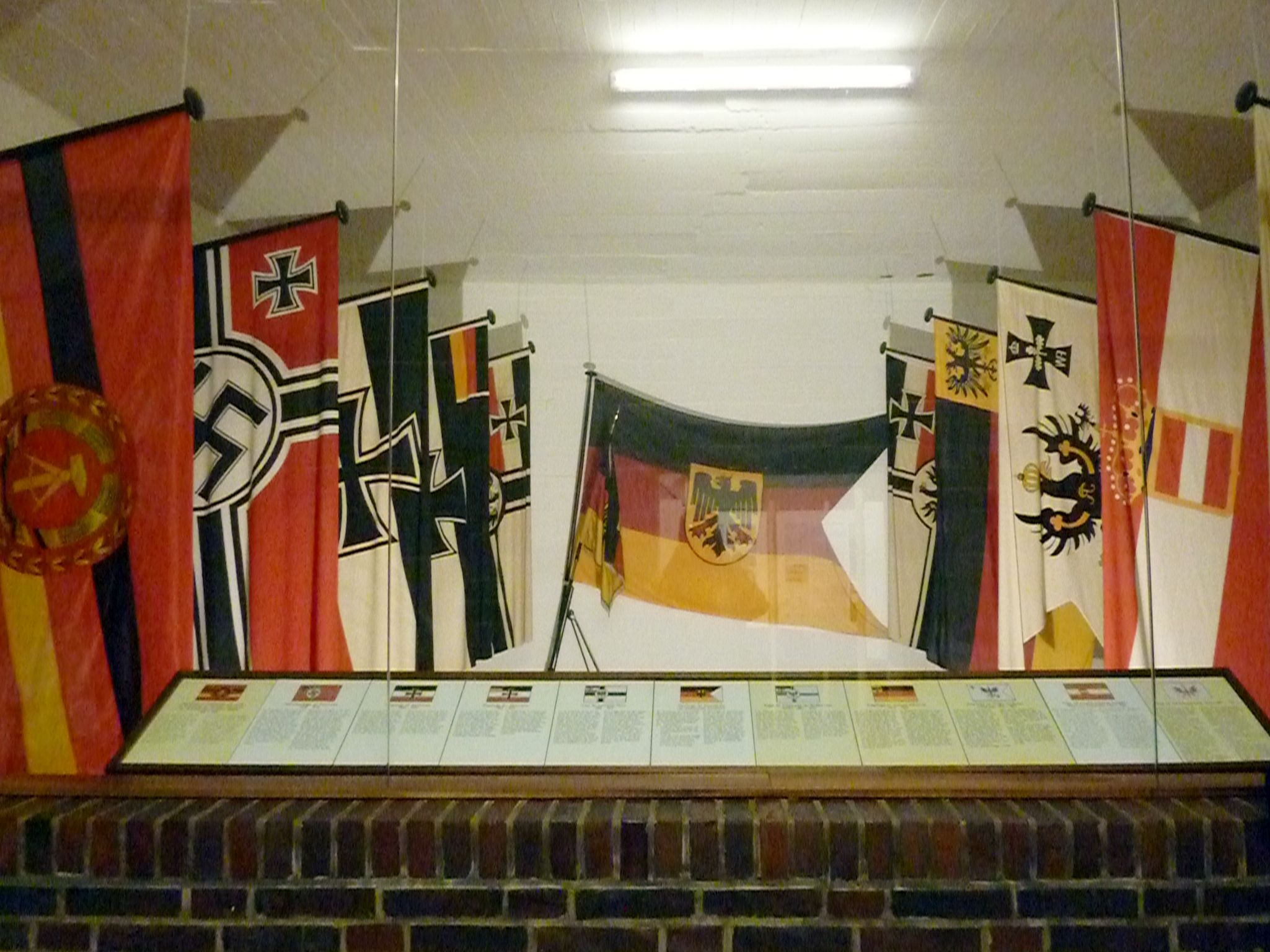
Bandeiras de guerra alemãs e austríacas, incluindo aquelas chamadas "Reichskriegsflagge"

A Reichskriegsflagge (alemão: [ˈʁaɪçsˌkʁiːksflaɡə], lit. 'Bandeira da Guerra do Império') constituía a bandeira de guerra do Império Alemão. Servia de bandeira nacional para uso das forças armadas alemãs, sendo içada nos navios de guerra, fortificações e outros locais militares, em detrimento da Reischsflagge (bandeira nacional convencional) de uso essencialmente civil. Durante os períodos de 1848-49 e 1867-1945, existiram oito modelos diferentes da bandeira.
Hoje, o termo se refere geralmente aos modelos usados entre 1867 e 1918 (oficiosamente até 1921), a bandeira de guerra da Alemanha Imperial. Grupos da extrema direita o exibem em comícios porque os símbolos da Alemanha nazista (1933–1945) são proibidos na Alemanha e em alguns outros países.

## Império alemão

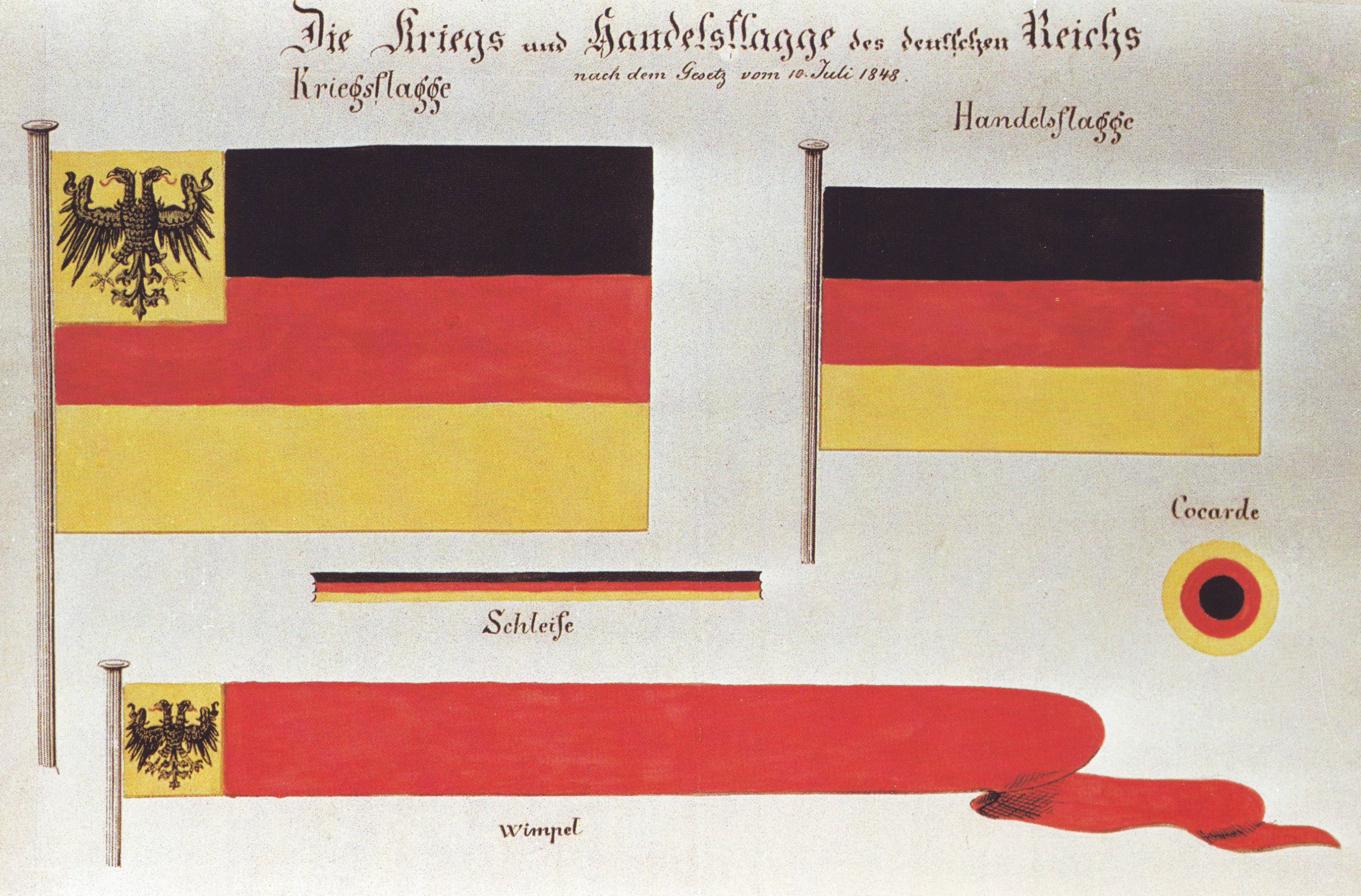
Projeto da bandeira imperial e comercial de 1848

A primeira bandeira da guerra imperial alemã foi introduzida pela lei imperial em 12 de novembro de 1848. O regente assinou-o nesse dia, embora a Assembleia Nacional já o tivesse votado a 31 de julho. A lei descreveu a bandeira comercial e de guerra do emergente novo estado federal alemão. As 'cores alemãs' – preto, vermelho e dourado – foram tão populares desde seus primórdios como bandeira de um principado da Turíngia em 1778 que não parecia necessário mencioná-los na constituição de 1849. A bandeira foi usada para a Frota Imperial. A curta batalha perto de Heligoland em 4 de junho de 1849 foi a primeira e única batalha marítima em que essas cores estiveram envolvidas.
A Dieta Federal já havia adotado as cores alemãs em 9 de março de 1848, mas a Dieta e também as Potências Centrais se esqueceram de anunciar a nova bandeira às potências estrangeiras. Em maio de 1850, a bandeira foi reconhecida pelos Estados Unidos, Holanda, Bélgica, Sardenha, Turquia, Portugal, Nápoles, Espanha, Grécia e (condicionalmente) França. A confederação alemã restabelecida assumiu a frota, mas a vendeu em 1852 e não fez uso das cores alemãs novamente até a década de 1860.

## Confederação da Alemanha do Norte

Após a Guerra Austro-Prussiana, todo o litoral alemão foi controlado pela Prússia e seus aliados (azul)

O Estado da Ordem Teutônica (cuja bandeira é mostrada aqui) influenciou muito a história da Prússia, que se tornou o Estado alemão dominante e a fonte para a maioria dos elementos visuais do novo estandarte de guerra

Depois que a Prússia derrotou a Áustria em 1866, a Confederação da Alemanha do Norte foi fundada pela Prússia para substituir a antiga Confederação Alemã na qual a Áustria era a potência dominante. A nova Confederação acabou se tornando o Império Alemão após a Guerra Franco-Prussiana, portanto, as bandeiras do Império Alemão datam da Confederação da Alemanha do Norte.
Como a Prússia emergiu como o principal estado alemão e o esquema de cores preto-vermelho-dourado estava, naquela época, associado ao pangermanismo (uma Alemanha incluindo a Áustria) e a revolução de 1848, o rei prussiano e presidente da Alemanha do Norte A confederação Guilherme I fez questão de usar novas bandeiras inspiradas na Prússia e sem as tradicionais cores alemãs. Portanto, as bandeiras da Alemanha do Norte e eventualmente da Alemanha Imperial apresentavam com destaque as cores prussianas (preto e branco), bem como símbolos como a águia prussiana e a Cruz de Ferro. E embora a navegação marítima fosse o domínio tradicional dos Hanse na Alemanha, praticamente todo o litoral alemão do século 19 (incluindo a costa do Mar do Norte) e o poder naval pertenciam à Prússia após a vitória decisiva em 1866.
O príncipe Adalberto da Prússia, comandante-chefe da Marinha do Norte da Alemanha, foi encarregado de projetar o novo estandarte de guerra. Por volta de 1850, ele já havia projetado uma série de potenciais insígnias de guerra para um hipotético estado-nação alemão sob o domínio prussiano, que nunca foram adotadas porque o projeto não foi realizado naquela época. Ele usou suas ideias antigas para projetar o novo estandarte de guerra da Alemanha do Norte com forte envolvimento do rei prussiano, levando a inúmeras mudanças, como a inclusão da Cruz de Ferro em sua forma original.

A bandeira finalmente adotada tornou-se a bandeira de guerra do Império Alemão após sua fundação, semelhante à bandeira mercante da Alemanha do Norte.

Uma das primeiras propostas do príncipe Adalberto para um estandarte de guerra alemão.
Uma das primeiras propostas do príncipe Adalberto para um estandarte de guerra alemão.
Uma das primeiras propostas do príncipe Adalberto para um estandarte de guerra alemão.
Uma das primeiras propostas do príncipe Adalberto para um estandarte de guerra alemão, 1849.
Proposta de 1867 para um estandarte de guerra da Alemanha do Norte.
O projeto final da bandeira de guerra da Alemanha do Norte (1867).

## Alemanha imperial

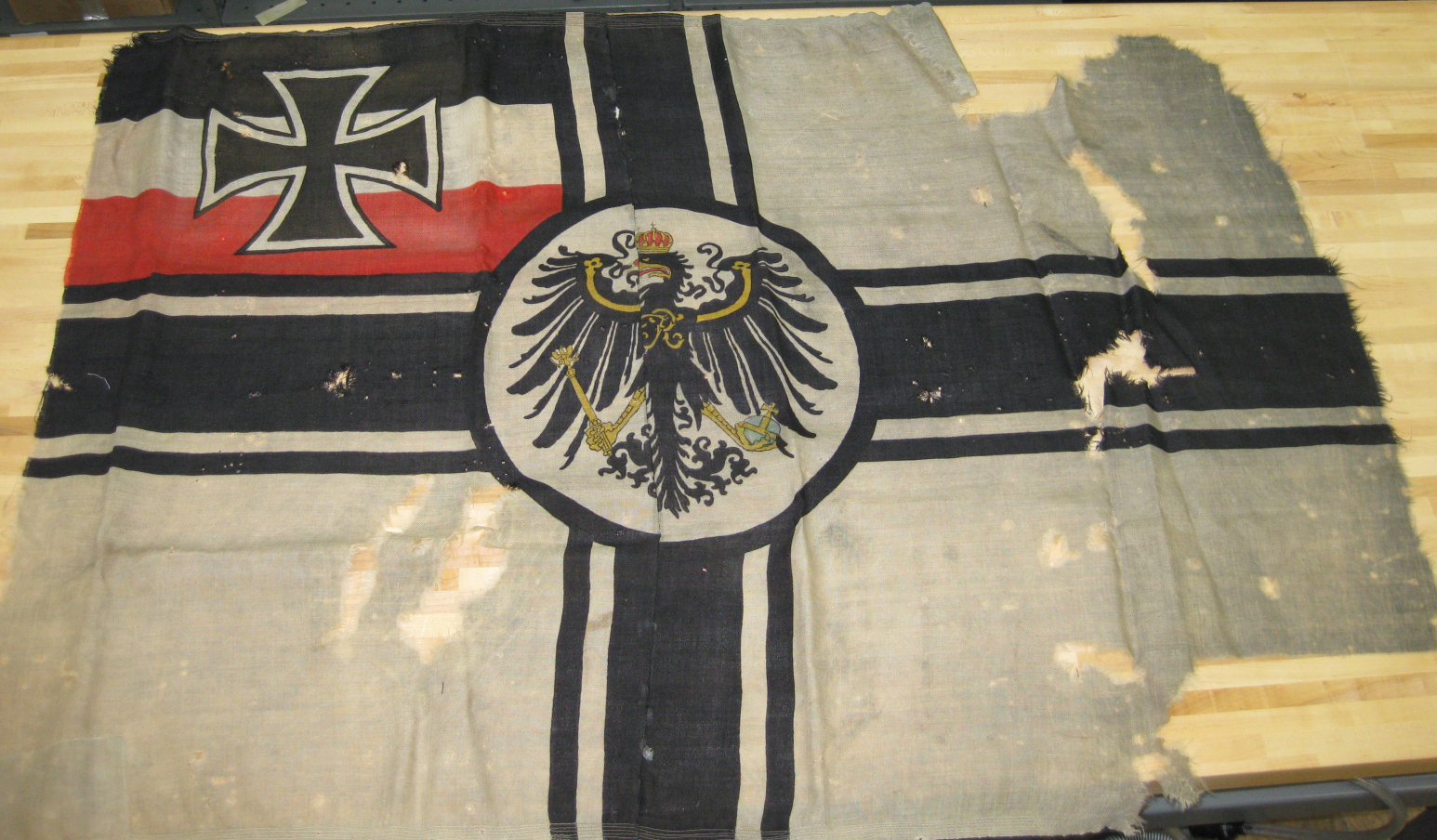
Um estandarte de guerra alemão original da Primeira Guerra Mundial

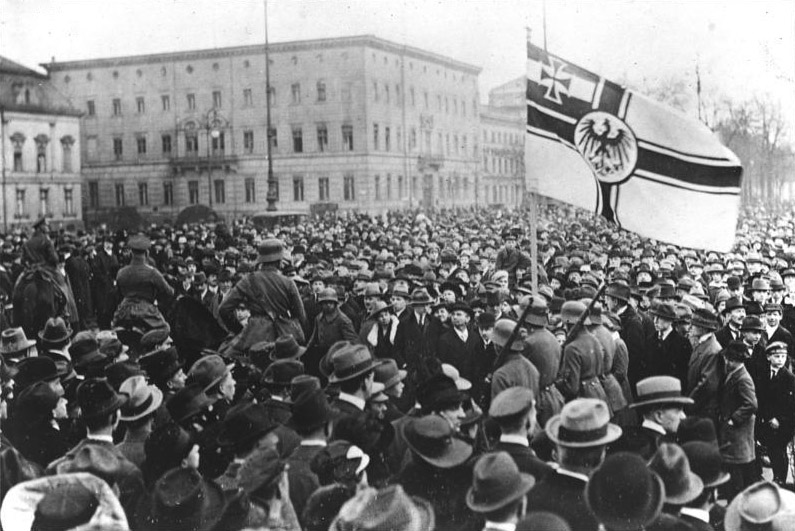
Bandeira imperial sendo usada durante o Kapp-Putsch de 1920

A bandeira de guerra alemã, que foi ligeiramente mudada duas vezes durante o período Wilhelmine (veja a galeria abaixo), era de uso comum na Primeira Guerra Mundial. Continuou a ter as cores nacionais da Prússia de preto e branco, a águia da Prússia, a cruz nórdica, com o tricolor vermelho preto-branco imperial alemão no cantão superior com uma cruz de ferro. Em 1919, as bandeiras da Alemanha Imperial foram descartadas e substituídas pelas da República de Weimar: um tricolor preto-vermelho-dourado.
Nacionalistas alemães, como os Freikorps (ver Marinebrigade Ehrhardt), usaram a velha bandeira em protesto contra a República de Weimar durante as décadas de 1920 e 1930. Isso incluiu a tentativa de 1920 de derrubar o governo de Weimar, conhecido como Kapp Putsch. Os nacional-socialistas de Adolf Hitler tinham uma bandeira do partido baseada nas cores antigas.

## Terceiro Reich

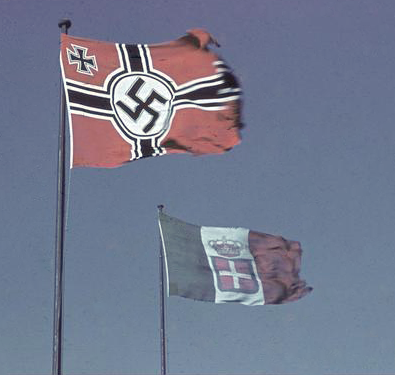
A Kriegsfahne da Segunda Guerra Mundial e a bandeira do Reino da Itália em Roma, junho de 1943

Desenhado pessoalmente pelo novo ditador Adolf Hitler, esta bandeira serviu ao Heer e à Luftwaffe como sua bandeira de guerra, e a Kriegsmarine como seu alferes de guerra (a bandeira nacional servindo como Jack). Esta bandeira era hasteada diariamente em quartéis operados por unidades das forças militares alemãs combinadas da Wehrmacht e tinha que ser hasteada de um mastro posicionado perto da entrada do quartel, ou, na sua falta, perto da sala da guarda ou do edifício do pessoal. Novos recrutas na última parte da Segunda Guerra Mundial foram empossados nesta bandeira (um recruta segurando a bandeira e fazendo o juramento em nome de toda a classe de recrutas com os recrutas assistindo como testemunhas–antes, isso era feito nas cores do regimento).

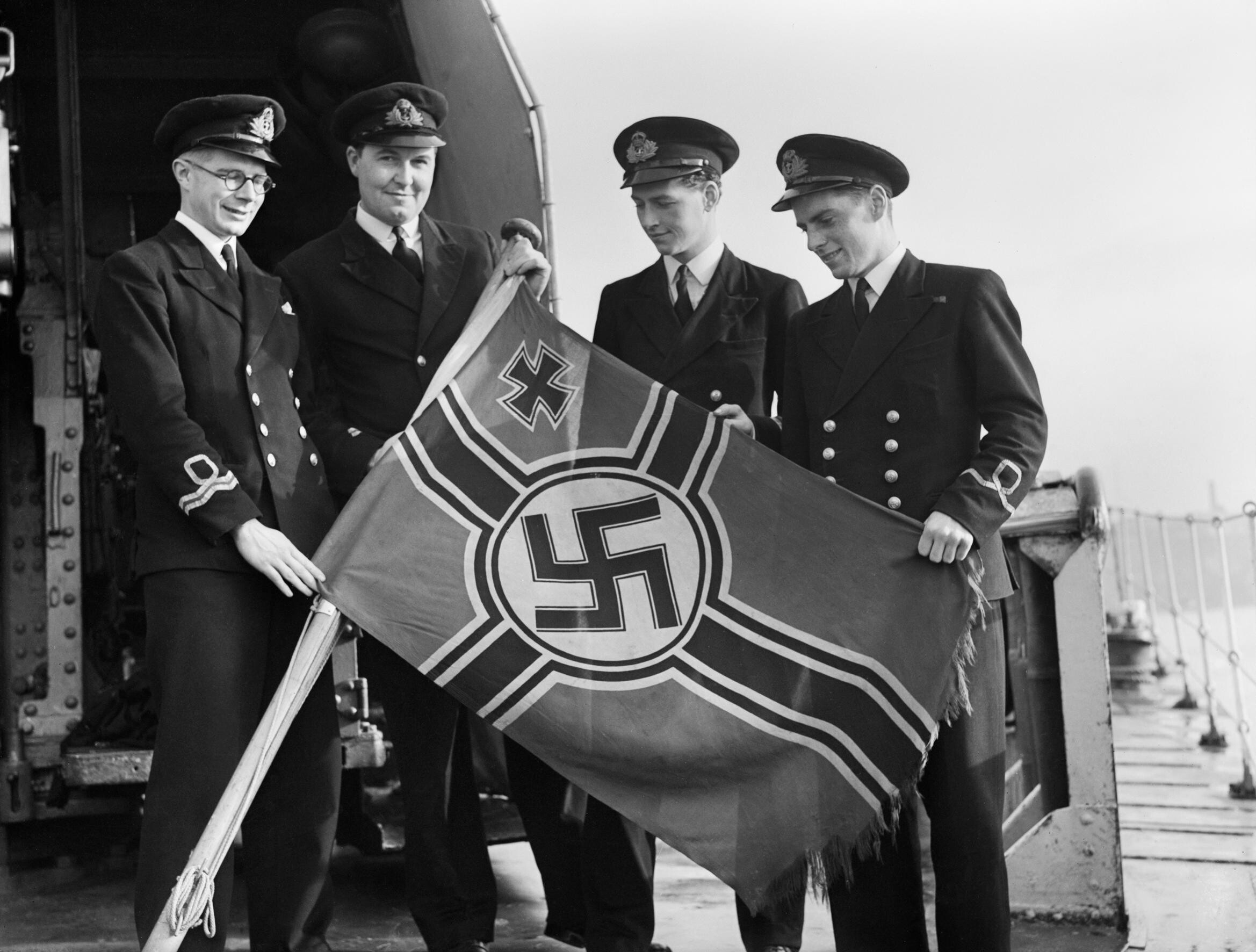
Oficiais navais britânicos com uma Reichskriegsflagge apreendida, 1944

A bandeira tinha de ser hasteada formalmente todas as manhãs e baixada todas as noites. Essas cerimônias de içar e abaixar tomaram a forma de um desfile de bandeiras comum ou cerimonial. Na elevação normal, a festa consistia no oficial da ordenança do dia, o guarda e um músico. No levantamento cerimonial, um oficial, um pelotão de soldados com rifles, a guarda, a banda regimental e o corpo de tambores estavam todos presentes.
As proporções da bandeira são 3:5. Combinando elementos da bandeira alemã nazista (suástica e fundo vermelho) com a da antiga Bandeira de Guerra Imperial do Reich (quatro braços emanando do círculo fora do centro e da Cruz de Ferro no cantão), essas bandeiras foram produzidas uniformemente como um desenho impresso em bandeirolas.
Erguido pela primeira vez no edifício Bendlerstraße (sede da Wehrmacht) em Berlim, em 7 de novembro de 1935, foi demolido pela última vez pelas forças de ocupação britânicas após a prisão do governo de Dönitz na Academia Naval de Mürwik em Flensburg-Mürwik, Alemanha, em 23 de maio de 1945.
Em seu livro, Dentro do Terceiro Reich, Albert Speer afirma que "em apenas dois outros projetos ele (Adolf Hitler) executou o mesmo cuidado que tinha com sua casa em Obersalzberg: a da Bandeira de Guerra do Reich e seu próprio padrão de Chefe de Estado."

## Uso depois de 1945

### Na Alemanha

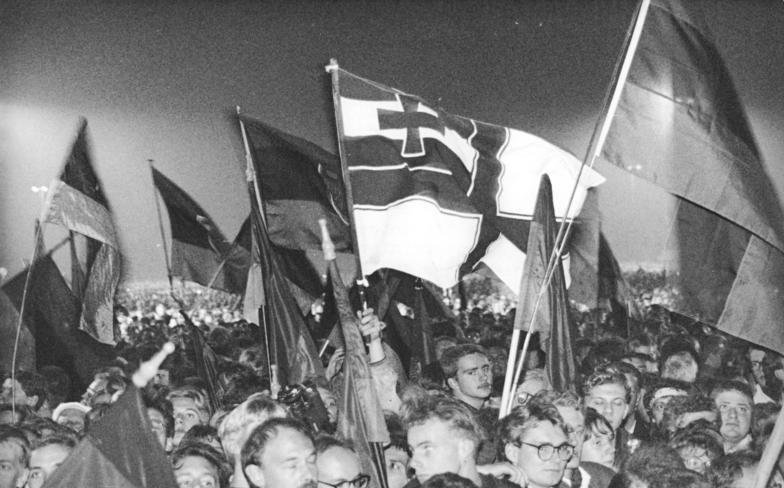
Reichskriegsfahne caseiro nas celebrações da reunificação alemã em 1990

Fora dos contextos educacionais, artísticos ou científicos, vender e mostrar símbolos da Alemanha nazista, incluindo o Reichskriegsfahne, é ilegal na Alemanha de acordo com a seção 86ª de Strafgesetzbuch. Isso cobre a versão usada depois de 1935 com a suástica. A pena pode ser de até três anos de prisão.
No entanto, a bandeira tricolor preto-branco-vermelho usada entre 1871 e 1918-19 pode ser exibida. Como membros da extrema direita usaram a bandeira da guerra imperial como símbolo, seu uso é considerado uma "violação da ordem pública" em sete estados, e as bandeiras podem ser confiscadas. Nos outros nove estados, qualquer uso indevido da bandeira pode ser processado como "Ordnungswidrigkeit" ("ato contrário à ordem", uma contra-ordenação que pode ser tratada sem processo judicial e que acarreta apenas uma multa que não é legalmente considerada uma punição).
A partir de setembro de 2020, a exibição pública de todas as versões das bandeiras de guerra da Confederação da Alemanha do Norte e de todos os períodos do Reich Alemão é proibida no estado de Bremen e os infratores podem ser multados em até € 1.000; o tricolor preto, branco e vermelho do Reich alemão também pode ser confiscado se houver um efeito de provocação concreto.
Em junho de 2021, o Innenministerkonferenz (o Ministro Federal do Interior e os ministros do interior do estado) publicou um decreto estendendo as proibições ao estilo Bremen de 2020 para toda a Alemanha. A proibição inclui várias bandeiras de guerra imperial (em alemão:  Reichskriegsflaggen), mas também a bandeira imperial simples preto-branco-vermelha de 1871-1918 e 1933-1935 quando usada em um contexto provocativo. Esta última rodada de decretos de proibição (desde setembro de 2020) foi desencadeada por um evento em 29 de Agosto de 2020 quando uma manifestação de direita se transformou em uma tentativa de assalto ao edifício do Reichstag. A maioria das bandeiras mostradas eram variações do preto-branco-vermelho imperial. Thomas Strobl, chefe do Innenministerkonferenz, foi citado como tendo dito que essas bandeiras são o substituto moderno para o que mais seriam bandeiras com a suástica e deveriam ser entendidas como tal.

### Uso pós-guerra nos Estados Unidos
Nos Estados Unidos, ao contrário, grupos de supremacia branca fundados pelos americanos, como a Ku Klux Klan, às vezes usaram o Reichskriegsfahne lado a lado com a "bandeira de batalha" dos confederados em suas reuniões. Como a exibição pública de bandeiras nazistas dentro dos Estados Unidos é protegida pela Primeira Emenda da Constituição dos Estados Unidos, que garante o direito à liberdade de expressão, pontos turísticos como a "bandeira rebelde" nazista e confederada juntos em Os eventos da supremacia branca também são legalmente protegidos pela liberdade de expressão nos Estados Unidos.

## Galeria Kriegsfahne

Bandeira de guerra da Frota Imperial de 1848–1852
Marinha Federal do Norte da Alemanha 1867–1871 e Kaiserliche Marine War Ensign 1871–1892 (Reichskriegsfahne)
Kaiserliche Marine War Ensign 1892–1903
Kaiserliche Marine War Ensign 1903–1919
Bandeira de guerra de 1919 a 1921 (de fato nunca usado)
Alferes de guerra 1921-1933
Alferes de guerra de 1933 a 1935
Alferes de guerra 1935-1938
Alferes de guerra 1938-1945